# Cristian Badilla
Cristian Badilla Zamora (San José, 11 luglio 1978) è un ex calciatore costaricano, di ruolo centrocampista.